# Chi Mộc tê
Chi Mộc tê hay chi Hoa mộc (danh pháp khoa học: Osmanthus) là một chi của khoảng 30 loài thực vật có hoa trong họ Ô liu (Oleaceae), chủ yếu có nguồn gốc ở vùng ôn đới ấm của châu Á (từ Kavkaz về phía đông tới Nhật Bản). Chúng dao động về kích thước từ cây bụi tới cây thân gỗ nhỏ, cao 2–12 m. Lá mọc đối, thường xanh và là loại lá đơn với mép nhẵn hay có răng cưa nhỏ hoặc răng cưa thô. Hoa nở về mùa xuân, hạ hay mùa thu (tùy loài), mỗi hoa dài khoảng 1 cm, màu trắng, với tràng hoa 4 thùy hình ống ('cánh hoa'). Hoa mọc thành các chùy hoa nhỏ, và ở một vài loài thì hoa có mùi thơm mạnh. Quả nhỏ (10–15 mm), là loại quả hạch vỏ cứng màu lam sẫm hay tía chứa một hạt. Tên gọi chủ yếu của chúng trong tiếng Việt là mộc, mộc tê v.v. Tuy nhiên, từ mộc thuần túy rất dễ gây nhầm lẫn với gỗ hay nghề mộc, nên ở đây dùng từ mộc tê làm chính trong tên gọi.

## Lưu ý
Người Trung Quốc gọi các loài trong chi này là 桂 (quế). Tuy nhiên, trong tiếng Việt, quế được biết đến nhiều hơn là các loài cây trong chi Cinnamomum họ Lauraceae bộ Laurales, không có quan hệ họ hàng gần với chi Osmanthus này.
Tại thành phố Quế Lâm, tỉnh Quảng Tây, Trung Quốc, hoa quế được trồng khắp các nẻo đường, trong công viên, trong khuôn viên trường (Đại học Sư phạm Quảng Tây),... với 3 màu (vàng, trắng và cam).

## Các loài

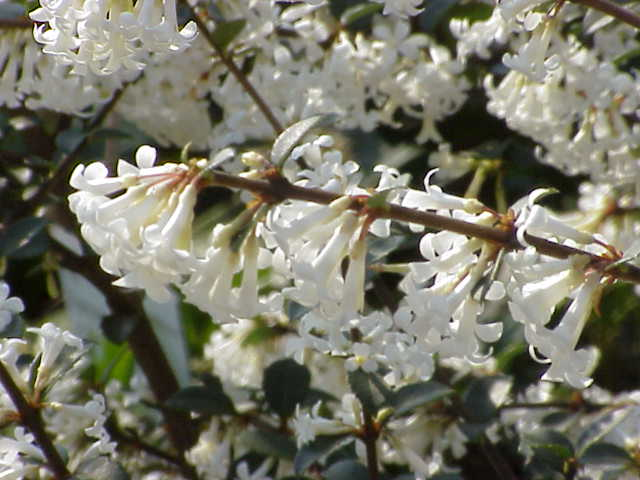
Hoa quế núi (Osmanthus delavayi)

- Osmanthus armatus Diels, 1900 - mộc tê chuôi hồng
- Osmanthus attenuatus P.S.Green, 1958 - mộc tê lá hẹp
- Osmanthus austrocaledonicus (Vieill.) Knobl., 1936
- Osmanthus austrozhejiangensis Z.H.Chen, W.Y.Xie & Xi Liu, 2021
- Osmanthus cooperi Hemsl., 1896 - mộc tê Ninh Ba
- Osmanthus cymosus (Guillaumin) P.S.Green, 1963
- Osmanthus decorus (Boiss. & Balansa) Kasapl., 1970 - mộc tê Kavkaz
- Osmanthus delavayi Franch., 1886 - hoa quế núi
- Osmanthus didymopetalus P.S.Green, 1958 - mộc tê cánh hoa chẵn
- Osmanthus enervius Masam. & T.Mori, 1939 - mộc tê không gân lá
- Osmanthus fordii Hemsl., 1889 - hoa quế núi đá
- Osmanthus fragrans Lour., 1790 - mộc tê, hoa mộc
- Osmanthus gracilinervis L.C.Chia ex R.L.Lu, 1989 - mộc tê gân lá nhỏ
- Osmanthus hainanensis P.S.Green, 1958 - mộc tê gân lá to
- Osmanthus henryi P.S.Green, 1958 - hoa quế Mông Tự
- Osmanthus heterophyllus (G.Don) P.S.Green, 1958 - đông thụ
  - Osmanthus heterophyllus var. bibracteatus - đông thụ lá kỳ dị
  - Osmanthus heterophyllus var. heterophyllus - đông thụ (nguyên chủng)
- Osmanthus insularis Koidz., 1914
- Osmanthus iriomotensis T.Yamaz., 1994
- Osmanthus kaoi (T.S.Liu & J.C.Liao) S.Y.Lu, 1985
- Osmanthus lanceolatus Hayata, 1911 - mộc tê lá nhọn
- Osmanthus monticola (Schltr.) Knobl., 1936
- Osmanthus pubipedicellatus L.C.Chia ex H.T.Chang, 1982 - mộc tê chuôi lông
- Osmanthus reticulatus P.S.Green, 1958 - mộc tê gân lưới
- Osmanthus rigidus Nakai, 1918
- Osmanthus serrulatus Rehder, 1916 - mộc tê tơ ngắn
- Osmanthus suavis King ex C.B.Clarke, 1882 - mộc tê hoa thơm
- Osmanthus urceolatus P.S.Green, 1958 - đàn hoa mộc tê
- Osmanthus venosus Pamp., 1911 - mộc tê lông
- Osmanthus yunnanensis (Franch.) P.S.Green, 1958 - quế hoa đồng

### Lai ghép
- Osmanthus × burkwoodii (Burkwood & Skipwith) P.S.Green, 1972 (= O. decorus × O. delavayi)
- Osmanthus × fortunei Carrière, 1864 (= O. fragrans × O. heterophyllus)

### Chuyển đi
- Osmanthus americanus (L.) A.Gray, 1878 = Cartrema americana (L.) G.L.Nesom, 2012[4] - hoa mộc Mỹ
- Osmanthus floridanus Chapm., 1892 = Cartrema americana (Chapm.) G.L.Nesom, 2012[4]
- Osmanthus marginatus (Champ. ex Benth.) Hemsl., 1889 = Chengiodendron marginatum (Champ. ex Benth.) C.B.Shang, X.R.Wang, Yi F.Duan & Yong F.Li, 2020[5] - mộc tê mép dày.
- Osmanthus matsumuranus Hayata, 1911 = Chengiodendron matsumuranum (Hayata) C.B.Shang, X.R.Wang, Yi F.Duan & Yong F.Li, 2020[5] - mộc cọng, ngưu thỉ.
- Osmanthus minor P.S.Green, 1958 = Chengiodendron minor (P.S.Green) C.B.Shang, X.R.Wang, Yi F.Duan & Yong F.Li, 2020[5] - nguyệt quế lá nhỏ .

## Trồng và sử dụng
Các loài trong chi Osmanthus là các loại cây bụi phổ biến trong các công viên và vườn hoa trong khu vực ôn đới ấm. Một vài giống lai và giống cây trồng đã được tạo ra. Tại Trung Quốc, chè quế (gọi là 桂花茶, guì huā chá - quế hoa trà) được sản xuất bằng cách ướp hoa khô của cây mộc tê (Osmanthus fragrans) (guì huā, 桂花 - quế hoa) với lá chè đen hoặc chè xanh giống như chè nhài bằng cách người ta ướp hoa nhài trong chè.
Các loài mộc tê ra nhiều hoa trên các cây già và nếu như chúng không bị xén tỉa. Nếu đã xén tỉa thì chúng chỉ ra lá mà không ra hoa trong ít nhất từ 1-5 năm, nhằm phục hồi các cành đã bị xén.